# Dutch Island
Dutch Island es un lugar designado por el censo ubicado en el condado de Chatham en el estado estadounidense de Georgia. En el año 2010 tenía una población de 1,257 habitantes.

## Geografía
Dutch Island se encuentra ubicado en las coordenadas 32°0′12″N 81°1′49″O / 32.00333, -81.03028.